# We Got Hood Love
We Got Hood Love è un singolo della cantautrice statunitense Mary J. Blige, pubblicato esclusivamente per il mercato americano il 6 maggio 2010 come quinto estratto dal nono album in studio Stronger with Each Tear.

## Tracce
1. We Got Hood Love (feat. Trey Songz) – 4:15